# Frans Boels
Frans Boels, né à Malines en 1555 et mort en 1596, est un peintre de scènes mythologiques, de compositions religieuses, de sujets allégoriques et de paysages, peintre à la gouache et miniaturiste flamand du XVIe siècle.

## Biographie
Il est le fils par adoption et l'élève de son beau-père Hans Bol, peintre et dessinateur paysagiste, lorsque celui-ci épouse sa mère veuve d'un premier mari dont on ignore le nom.
Il est actif à Anvers entre 1572 et 1584 puis à Amsterdam où il est enregistré de 1584 à 1596.
Il se convertit à la religion protestante et suit son beau-père en Hollande. Il peint des paysages en miniature et des gouaches de mythologies avec des nus et des scènes sociales y compris des mascarades ; ses œuvres sont très rares.
En 1593, le graveur hollandais Hendrik Goltzius fait un portrait de Hans Bol qu'il dédie en signe d'amitié au beau-fils Frans Boels de Bol.

## Œuvres

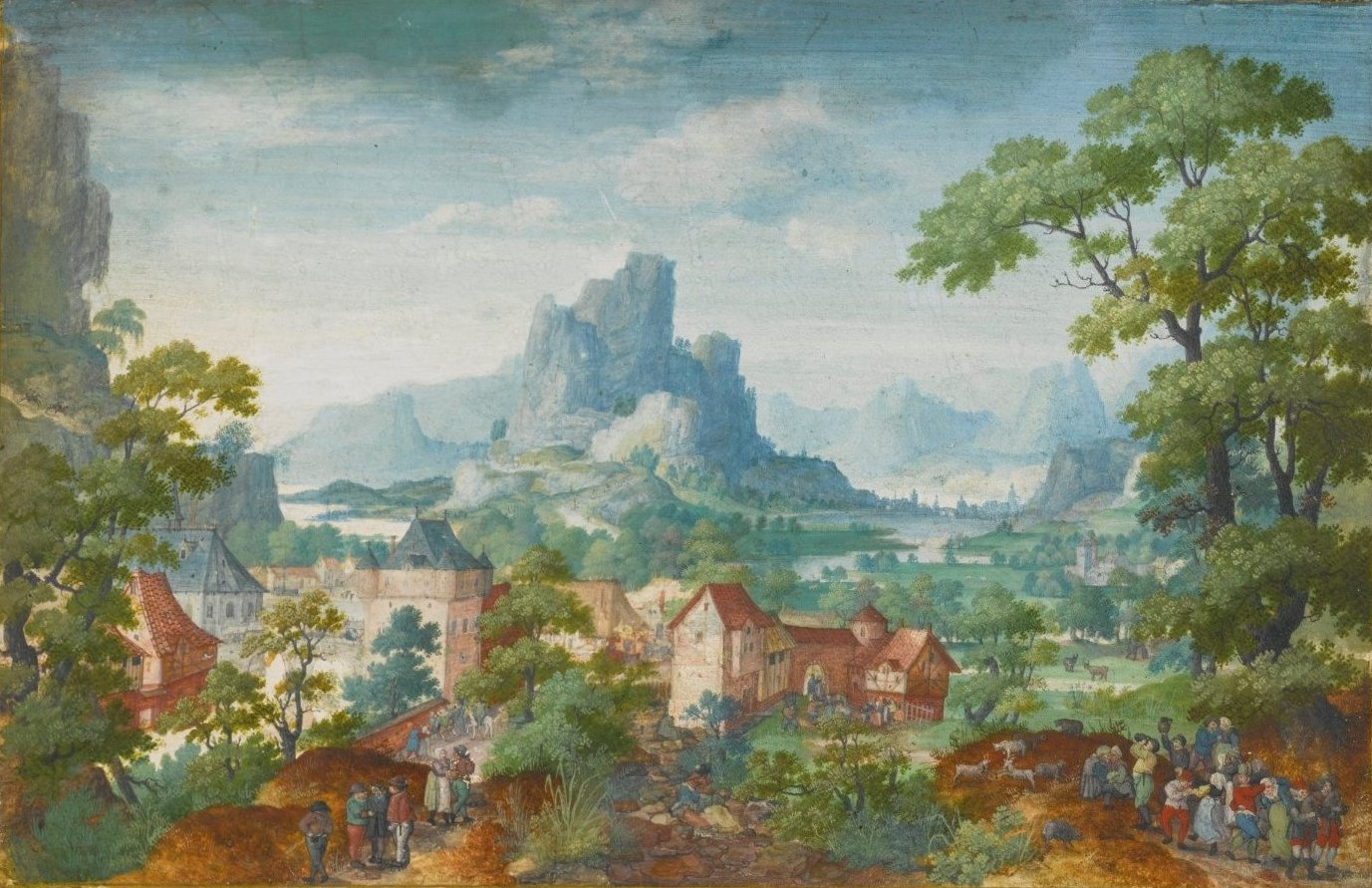
Paysage avec des paysans en fête

Le biographe Karel van Mander mentionne dans son Schilder-boeck que Frans Boels en 1604 est bien un dessinateur de paysages miniatures. Ceux-ci sont exécutés à la gouache dans le style et la même qualité de ceux de son maître Hans Bol. Certaines de ses gouaches sont prématurément attribuées à Hans Bol.
```
En 1588, Frans Boels crée trois 
Paysages montagneux avec figures mythologiques
 (gouache), 
Les quatre Saisons
 (gouache) cité à 
Stockholm
[
6
]
.
```

- Fable du Renard, du Chien et de la poule[7]
- Paysages avec de joyeux paysans, gouache sur vélin datée signée, 1591[8]
- Gideon with his Warriors, attribué à Frans Boels[9]
- Le Paradis, Huile sur cuivre[10]
- Repos pendant la Moisson (allégorie de l'été), gouache sur papier[11]